# Zhanggao
Zhanggao (kinesiska: 张皋, 张皋镇) är en köping i Kina. Den ligger i den autonoma regionen Inre Mongoliet, i den norra delen av landet, omkring 170 kilometer öster om regionhuvudstaden Hohhot. Antalet invånare är 21457. Befolkningen består av 10 165 kvinnor och 11 292 män. Barn under 15 år utgör 13,0 %, vuxna 15-64 år 74 %, och äldre över 65 år 12,0 %.
Genomsnittlig årsnederbörd är 568 millimeter. Den regnigaste månaden är juli, med i genomsnitt 154 mm nederbörd, och den torraste är januari, med 3 mm nederbörd.